# Akrylamid
Akrylamid är en reaktiv kemisk förening som i ren form är ett lukt- och färglöst pulver. Den löser sig lätt i etanol, kloroform och eter. Akrylamid används främst för framställning av polyakrylamid, det vill säga polymerer som plast. Akrylamid är ett potent neurotoxin och av WHO:s cancerorgan IARC är det klassificerat som en sannolik carcinogen (grupp 2A).
Akrylamid bildas genom reaktion mellan aminosyran asparagin och socker vid höga temperaturer.
Akrylamid utsöndras genom urinen, omkring hälften inom fem timmar, eftersom det är vattenlösligt. Cancerrisken hänger samman med att långvarigt exponeras för höga nivåer. Källor till akrylamid hos människan är rökning, vegetabilier som tillagats med hög temperatur som fritering, spannmålsprodukter och kaffe.

## Användningsområden
Främst används akrylamid vid framställning av polyakrylamider/polymerer som används bland annat för rening av vatten samt inom olje- och pappersindustrin. Polyakrylamider finns även i vissa hud- och hårvårdsprodukter som till exempel hårsprayer. Akrylamid används även för gelelektrofores som är en vanlig metod i laboratorier. Cigarettrök innehåller en viss mängd akrylamid precis som många livsmedel. Akrylamidhalten i livsmedel är långt under den gräns som anses vara farlig.
Akrylamider används också inom byggindustrin eftersom de är vattenlösliga och därmed lätta att spruta in i till exempel sprickor, varefter de polymeriseras och bildar en mycket tät och elastisk massa.

## Toxicitet
Sedan 1950-talet har det varit känt att akrylamid kan skada nervsystemet. Då kom också de första rapporterna om att människor hade fått nervskador av akrylamid. Framförallt handlar det om skador i det perifera nervsystemet, det vill säga de motoriska nerver som kontrollerar muskler, men även sensoriska nerver. Nervskadorna leder till domningar, känselbortfall och svaghet i muskler, ett tillstånd som går under namnet polyneuropati.
De flesta skadorna inträffade på arbetsplatser där akrylamid tillverkades eller användes. På 1980-talet kom de första rapporterna om att man i djurförsök sett att akrylamid var cancerframkallande. Det har även visat sig att akrylamid kan skada DNA, framkalla mutationer och vara reproduktionstoxiskt. Enligt IARC finns motstridiga bevis för att akrylamid är cancerogent.
Exponering för höga doser av akrylamid påverkar det centrala nervsystemet med psykosliknande symptom som hallucinationer, förvirring och minnesstörningar. Lång exponering för lägre doser kan resultera i polyneuropati. Andra symptom man kan få är rodnad, ökad svettning, avflagnad hud på grund av skador på de nerver i huden som förmedlar känsel, svettning och försämrad blodflödesreglering. Det finns inga säkra belägg för att ämnet skulle orsaka allergi eller astmaliknande symptom. Men vissa djurförsök tyder på en sådan risk.
Det är möjligen ett hormonstörande ämne. Försök på råttor av hankön har visat att det påverkar testiklarna, sköldkörteln och binjurarna. Det är också framför allt i hormonkörtlar som akrylamid yttrat sig cancerogent.
I Sverige fick ämnet en hög aktualitet i samband med tunnelbygget genom Hallandsåsen då stora mängder akrylamid (under varumärket Rhoca-Gil) läckte ut till omgivningen och förorenade vattendrag och brunnar. På grund av sin höga vattenlöslighet kan oreagerad akrylamid lätt sprida sig i naturen via yt- och grundvatten. Akrylamid tas lätt upp genom huden, men även genom tarmsystem och inandning.

## Akrylamid i livsmedel
En studie år 2002 visade på oväntat höga halter av akrylamid i potatischips och en del andra stärkelserika livsmedel. Det blev massmedialt och fick chipskonsumtionen att tillfälligt minska med 40 procent. Ämnet hade bildats vid en maillard-reaktion mellan aminosyran asparagin och stärkelse, som bägge finns i riklig mängd i till exempel potatis. Reaktionen kräver stark värme och gynnas av närvaro av glukos eller fruktos. Vid de mycket höga temperaturer, minst 170–180 °C, som kan förekomma i ytskikt på stekt eller frityrkokad potatis, i bröd och i rostat kaffe, kan akrylamidhalten bli mycket hög.  
Riskerna tonades senare ner då det framkom att cancerrisken var kopplad till ett onormalt högt intag, något gemene man inte konsumerar. För att en människa ska få i sig motsvarande akrylamidhalter som försöksråttorna som utvecklade tumörer, behöver den äta mer än sin egen vikt i chips varje dag.
Det har visat sig problematiskt att kontrollera människors intag då akrylamid förekommer i flera olika livsmedel och halterna dessutom varierar mellan olika varumärken. En utmaning är att ändra tillverkningsprocesser eller ingredienser utan att produkternas smak och egenskaper förändras. År 2007 hade vissa genombrott gjorts, men någon större förändring i halterna gick inte att säkerställa.
Livsmedelsproducenter har ett ansvar att sträva efter att sänka halten av akrylamid i livsmedel. En EU-förordning (2017/2158) ställer krav på livsmedelsföretagare som producerar potatisprodukter (pommes frites, potatissnacks etc), frukostflingor, bröd, finare bageriprodukter (kakor, kex, rån etc), kaffe (och kaffesubstitut) och barnmat.